# Crash Bandicoot 3: Warped
Crash Bandicoot 3: Warped – gra platformowa produkcji Naughty Dog wydana w 1998 roku na konsolę Playstation, trzecia z cyklu Crash Bandicoot i jednocześnie ostatnia platformowa na PSX/PSOne (kolejne części były już tylko wyścigami).

## Rozgrywka

### Ogólne założenia
Celem gry jest zebranie kryształów (Crystals) przez tytułowego bohatera – Crasha i jego siostrę – Coco Bandicoot, zanim uczynią to ich wrogowie.
System, podobnie jak w poprzednich częściach, opiera się na dwóch trybach gry: poziomach i centrum dowodzenia, zwanym Time Twister, podzielonym na pięć sekcji. W każdej z nich znajduje się pięć poziomów, które przenoszą gracza w różne miejsca i okresy historii, a także jeden boss. Na początku gry jest dostępna tylko jedna sekcja, jednak przejście wszystkich poziomów w danej sekcji i pokonanie bossa odblokowuje kolejne. Większość poziomów opiera się na znanym z poprzednich części cyklu schemacie podążania ścieżką. Kilka z nich wymaga jednak od gracza sterowania samolotem, motorówką, jazdy na tygrysie czy wygrania wyścigu motocyklowego. Inną nowością są zdolności, które Crash zdobywa po pokonaniu każdego bossa – są to (w kolejności ich uzyskiwania): silniejszy skok na brzuch, podwójny skok, szybszy bieg, dłuższy wirowy atak i bazooka wystrzeliwująca owoce Wumpa. Crash Bandicoot 3 wykorzystuje także możliwości nowego wówczas kontrolera DualShock, często używając wibracji.
Gra składa się łącznie z 30 poziomów, nie wliczając w to bossów i dwa pozioma specjalne. Zdobywając na każdym poziomie jeden klejnot i jeden relikt, można ukończyć grę w 104%. Zaś kiedy gracz dodatkowo zdobędzie platynowe i złote relikty ze wszystkich poziomów, otrzymuje od Coco dodatkowy Gem i kończy wówczas grę w 105%.

### Kryształy
Aby ukończyć każdy z poziomów (poza tymi z bossami) należy zdobyć kryształ. Ponadto w każdym z nich zdobyć można relikt oraz jeden lub dwa klejnoty. Ukryte poziomy nie zawierają kryształów. By wygrać grę, należy zebrać wszystkie 25 kryształów, znajdujących się zazwyczaj pod koniec poziomu, w dobrze widocznym miejscu.

### Klejnoty
W grze znajduje się również 45 klejnotów, dzielących się na dwa rodzaje – przezroczyste, które zdobywa się niszcząc wszystkie skrzynki na danym poziomie, łącznie ze skrzynkami TNT i „Nitro”, lub przechodząc miejsce odblokowywane za pomocą kolorowych klejnotów, zaś kolorowe po odblokowaniu i ukończeniu ukrytej platformy w danym poziomie, lub po ukończeniu sekretnej części poziomu. Skrzynia o kolorze zielonym z wykrzyknikiem, uderzona, wysadza w powietrze wszystkie „Nitro”.

### Relikty
Nowością w stosunku do poprzedników Warped jest tryb Time Trial (Próba na czas), polegający na jak najszybszym pokonaniu danego poziomu. Za pobicie rekordu ustalonego przez twórców gry zdobyć można tzw. relikt (przedmiot w kształcie krzyża ankh). Zdobycie pięciu reliktów odblokowuje jeden ukryty poziom, dostępny z sekretnego centrum dowodzenia.

## Wydanie
Warped jako pierwsza gra z serii Crash Bandicoot zawiera ukryte demo gry produkcji Insomniac Games, Spyro the Dragon. Dema te były załączane aż do wydania Crash Bash.

## Dubbing
- Brendan O’Brien – Crash Bandicoot / Dr. N. Gin / Tiny Tiger
- Clancy Brown – Dr. Neo Cortex / Uka Uka
- Michael Ensign – Dr. Nefarious Tropy
- William Hootkins – Dingodile
- Mel Winkler – Aku Aku

## Odbiór gry
Gra zdobyła dużą popularność, została także dobrze przyjęta przez krytykę. Sprzedała się w 3,76 mln egzemplarzy na całym świecie.